# Csátaljai József
Csátaljai József (eredeti neve Weber József, írói álnevei: J. Werg, J. Werg Dewer, Bart Darton, M. Wallory?, E. Ralph?; feltehetően 1920 előtt született és 1943 után hunyt el) író, könyvkiadó.
Egyes forrásokban nyilvánvalóan egyértelműsítő szándékkal Csátaljai (Weber) József, néha Csátaljai Wéber József néven említik (nem valódi névváltozatok).
Bálint Gábor még némileg tanácstalan Csátaljai személyét illetőleg.
A harmincas évek második felében írt a Légoltalmi Liga Riadó! című havilapba. Írt továbbá kabaréjeleneteket, megjelent egy novelláskötete. Többnyire különböző álnevein néhány kalandregényét is kiadták.

## Művei
Novellák:
- Csátaljai József: Katonaélet, elbeszélések, Vitézi Rend Zrínyi Csoportja, Zrínyi-könyvtár 3., Stádium, Budapest, 1939, 78 oldal

Kisregények:
- Bart Darton: Tom Yell, szerzői magánkiadás, 1939, 96 oldal
- Bart Darton: A rejtelmes kastély, szerzői magánkiadás, 1940, 95 oldal
- W. J. Dewer: Küzdelem a bányatervért, szerzői magánkiadás, 1940, 90 oldal
- J. Werg: A gibraltári kém, Kalandos tarka regények, szerzői magánkiadás, 1940, 94 oldal
- M. Wallory: A fekete hajó,[3] szerzői magánkiadás, 1940, 96 oldal
- E. Ralph: Ismeretlen ellenfél[4]
- Csátaljai József: Várkastély az ingoványon. Regényes hőstörténetek 3. szám. Bp., 1941, A Vitézi Rend Zrínyi Csoportja, Regényes hőstörténetek 3. szám, Budapest, 1941, 111 oldal
- Csátaljai József: Tüzbőljött Bálint, Vitézi Rend Zrínyi Csoportja, Regényes hőstörténetek 5. szám, Budapest, 1941, 96 oldal
- J. Werg: Hajsza a milliók után, Aurora könyvek, Aurora, Budapest, 1941, 96 oldal
- J. Werg Dewer: A Dalton-gyémántok, Kalandos tarka regények, szerzői magánkiadás, 1942, 96 oldal
- Csátaljai József: Bajtársak, Soóky Könyvek, Soóky Margit Könyvkiadó Vállalat, Budapest, 1942, 32 oldal
- Csátaljai József: A „Kalózok”, Soóky Margit Könyvkiadó Vállalat, Budapest, 1943, 32 oldal
- Csátaljai József: Az első kaszás, Soóky Margit Könyvkiadó Vállalat, Budapest, 1943, 32 oldal
- Csátaljai József:[5] Idegen a tanyán, Dr. Zajzon Barnáné Könyvkiadó, Budapest, 1943?
- Csátaljai József: A trón árnyékában. Történet Mátyás udvarából, Zajzon Barnáné, Budapest, 1943, 32 oldal
- Csátaljai József: A kard fényében (A trón árnyékában folytatása), Zajzon Barnáné, Budapest, 1943, 32 oldal

Hangjáték:
- Csátaljai József: A „Honvédmag”. Hangjáték. Bp. Hindy (Gépelt kézirat) Színházi Intézet